# Strtenik
Strtenik je naselje v Občini Slovenske Konjice.